# 交通部公路局
交通部公路局（簡稱公路局）是中華民國有關公路事務的最高主管機關，隸屬交通部之下。主要業務為掌管全國省道級公路之規劃、測量、新建、施工、養護美化；並負責全國公路監理業務，包含車輛牌照與駕駛執照之核發、以及執行車輛規格檢驗。

## 歷史

### 中國大陸時期
- 1928年國民革命軍北伐成功後，公路相關業務由國民政府鐵道部主管。
- 1931年，公路相關業務改為全國經濟委員會主管。
- 1938年1月1日鐵道部裁撤併入交通部後，交通部成立交通部公路總管理處掌管全國公路相關業務[1]。1938年2月，陝甘運輸管理局更名為西北公路運輸管理局。
- 1941年7月，公路交通機構改歸國民政府軍事委員會戰時運輸統制局。
- 1943年1月，公路運輸機構復歸交通部管轄。1943年4月，交通部公路總局成立，當時掌理公路運輸、公路工程與公路監理等三大業務，內部設有總務處、工務處、監理處、運務處、材料處、財務處，其中工務處負責規劃公路路線、監理處負責牌照發放、運務處負責公營車輛之調度、材料處負責各工程用料所需。交通部公路總局並就業務需要，於全國分區設立公路管理局，或於興築新路工程時設立公路工程局。
- 1945年1月1日，國民政府軍事委員會戰時運輸管理局成立，首任局長俞飛鵬。公路運輸機構移歸國民政府軍事委員會戰時運輸管理局管轄，各區運輸局與公路工務局合併改組為軍委會戰時運輸局某區公路運輸管理局。
- 1946年1月，交通部恢復公路總局建制。

### 公路工程管理局
1946年（民國35年）1月1日，國民政府軍事委員會戰時運輸管理局撤銷，恢復成立交通部公路總局，統一管理全國公路事業。首任局長肖慶雲，局內設秘書、人事、技術、統計和警稽五室，總務、工務、運務、材料、會計和監理六處及設計考核委員會。為了實行分級管理，局外計劃設置九個區公路工程管理局管轄國道。另設直屬公路工程處、機械築路總隊、國道測量隊等分支機構。至於省縣公路分別由各省管理，經中央統一機構名稱為公路局，隸屬省政府建設廳，並受交通部公路總局的指揮和監督。嗣後有江蘇、浙江、安徽、江西、湖南、湖北、福建、廣東、四川、貴州、河北、河南、山東、山西、臺灣及東北各省相繼成立了公路局。
區局的管轄範圍開始以區局駐地為中心，為便利運輸，將1,000公里以內路線上的較大城市定為終點。但按此原則劃分區局，使同一省內的國道由幾個區局分管，一個省內省道的督察和協作也由幾個區局辦理，交通管理出現錯綜複雜的情況，不利於公路事業的發展。為此，公路總局於民國36年1月，令將各區局的管轄範圍按省界劃分，予以重新調整。

#### 第一區公路工程管理局
1946年（民國35年）3月1日，第一區局在南京成立，首任局長許行成，總工程司劉元瓚，初轄國道6,029公里，縱橫於蘇、浙、皖三省和魯、豫、贛、閩四省各一部分。自奉命管轄範圍限於蘇、浙、皖三省後，將5條國道的部分路段分別移交第二、第三和第八區局接管，里程減為5,037公里，下屬機構也有所調整。共設上海、南京、杭州、歙縣4個工程處和浦口、徐州、杭州、蕪湖、安慶5個總段。

#### 第二區公路工程管理局
第二區局基本是由西南公路局芷江分局人員組成。1946年（民國35年）3月1日在湖南晃縣籌備成立，首任局長周風九、總工程司劉鴻照，3月19日遷至長沙，4月移駐漢口。組建初期以漢口為中心，管轄國道1,696公里，包括湘、鄂、贛、豫、皖、陜六省的部分國道和武漢長江輪渡。次年奉命改管湘、鄂、贛三省國道，管轄里程約7,603公里。除組建初期成立的武（昌）長（沙）路復修工程處、常（德）萬（載）路復修工程處和沅（陵）常（德）路復修工程處及九個工務總段外，為接管前述三個區局移交的國道工程長沙宜章公路，又成立芷江、湘潭和耒陽等五個工務段，還接管下攝司和衡陽兩個渡務所。

#### 第三區公路工程管理局
第三區局，1946年（民國35年）5月1日在廣州成立，首任局長王節堯、總工程司金士畫，接管廣東全省及桂、閩、湘、贛四省部分國道，共長2,139公里。年底奉令改管粵、閩、桂三省國道長7,770公里。由廣州、福州、柳州和柳寨四個工程處分別接管上述三省內全部國道。

#### 第四區公路工程管理局
第四區局由雲南分局及西南公路、川滇東路和川滇西路四個管理局合並組成，1946年3月在昆明成立，首任局長葛豐、總工程司吳融清，接管雲南和貴州兩省國道及川、康、湘、桂四省部分國道，共長5,578公里。奉命改管滇、黔兩省國道後，將原管上述四省部分國道移交第五、第二和第三區局，同時在雲南境內設立昆明、姚安、下關、保山和曲靖五個總段及騰沖工務段，在貴州境內設立安順、畢節、遵義、鎮遠和獨山五個總段及興仁工務段，共管理兩省國道4,501公里。

#### 第五區公路工程管理局
第五區局由原川陜、川康和川湘三個管理局合並組成，1946年3月1日在重慶成立，局長熊哲帆，總工程司丁貢南，管轄川、康兩省大部分國道和陜、鄂、湘三省部分國道，共長4,657公里；
奉命專管川、康、藏三省國道後，將在陜境轄線移交第七區局，湘、鄂轄線移交第二區局，並從第四區局接管了川、康兩省部分國道。至此該局管轄的已成公路在川、康兩省境內的共長3,969公里。下設重慶、達縣、瀘州、南川、黔江、內江、雅安、成都、廣元、西昌、會理11個總段。

#### 第六區公路工程管理局
第六區局由交通部公路總局派員與新疆省公路局合並組成，1946年7月1日在迪化成立，局長劉良湛、總工程司劉霄，接管新疆省境內全部公路工程和運輸業務及安西至猩猩峽、安西至芨芨台兩段國道和青海省西北部茫崖金鴻山段公路的改善與養護，總計管轄國道長6,749公里。

#### 第七區公路工程管理局
第七區局由西北公路管理局改組，1946年3月在蘭州成立，首任局長沈圻，總工程司孫發端（兼任副局長），管轄陜、甘、寧、青、綏五省的部分國道，長3,493公里。以省劃界後，接管第二、第五和第六區局移交的路段，管轄里程增為9,490公里。各條國道按其里程長度設置一至兩個工務段負責管理。民國37年3月，在寶雞成立「寶雞渭河橋工所」（10月改稱「橋工處」），負責修建寶雞渭河大橋。

#### 第八區公路工程管理局
第八區局由交通部公路總局平津區辦事處改組，1946年4月1日在北平成立，首任局長羅英，總工程司孫書元，管轄冀、察、熱、晉、魯、豫六省的國道，共長8,217公里，分設保定、太原、濟南、青島四個工務總段和昌黎工務段及第一、二、三、四工程隊，擔任公路的搶修和管理。按省劃界後，管轄冀、察、熱、晉、魯、豫六省國道，總長8,631公里。
原計劃在東北各省設立的第九區局，因發生內戰未能成立。實際只成立了八個區局。
此外在總局之下設有築路機械管調處，首任處長黃祝民；所屬三個機械築路總隊，由李溫平、黎傑材和蔡世琛分任首任總隊長。另設青新公路和福廈公路兩個工程處，由馬驟和蔡世琛兼任處長；設立第一國道測量隊，隊長鄭在校；設立東北公路督修工程處，隸屬於東北運輸總局，但未能展開工作。臺灣省行政長官公署交通處下設公路局，負責公路恢復工作。
| 交通部公路總局各區公路工程管理局管轄區劃:380 | 交通部公路總局各區公路工程管理局管轄區劃:380                                                                          | 交通部公路總局各區公路工程管理局管轄區劃:380                                                                          | 交通部公路總局各區公路工程管理局管轄區劃:380                                                                          | 交通部公路總局各區公路工程管理局管轄區劃:380                                                                          |
| -------------------------------------------- | --- | --- | --- | --- |
|                                              | | | | |
| 顏色                                         | 名稱 | 管轄區域 | 管轄國道里程 | 駐地 |
|                                              | 第一區公路工程管理局                                                                                                  | 江蘇省、浙江省、安徽省                                                                                                | 5,037 | 南京 |
|                                              | 第二區公路工程管理局                                                                                                  | 湖南省、湖北省、江西省                                                                                                | 7,602 | 漢口 |
|                                              | 第三區公路工程管理局                                                                                                  | 廣東省、廣西省、福建省                                                                                                | 7,770 | 廣州 |
|                                              | 第四區公路工程管理局                                                                                                  | 雲南省、貴州省 | 4,501 | 昆明 |
|                                              | 第五區公路工程管理局                                                                                                  | 四川省、西康省、西藏地方                                                                                              | 3,969 | 重慶 |
|                                              | 第六區公路工程管理局                                                                                                  | 新疆省 | 6,729 | 迪化 |
|                                              | 第七區公路工程管理局                                                                                                  | 甘肅省、陝西省、寧夏省、青海省、綏遠省                                                                                | 9,490 | 蘭州 |
|                                              | 第八區公路工程管理局                                                                                                  | 河北省、察哈爾省、熱河省、山西省、山東省、河南省                                                                      | 8,631 | 北平 |
|                                              | 第九區公路工程管理局                                                                                                  | 原計畫管轄東北九省，後因第二次國共內戰而未成立。                                                                      | 原計畫管轄東北九省，後因第二次國共內戰而未成立。                                                                      | 原計畫管轄東北九省，後因第二次國共內戰而未成立。                                                                      |
| 註                                           | - 臺灣省公路由臺灣省行政長官公署交通處負責維護。 - 外蒙古（原蒙古地方）的獨立此時已經被國民政府承認，故未有包含在內。 | - 臺灣省公路由臺灣省行政長官公署交通處負責維護。 - 外蒙古（原蒙古地方）的獨立此時已經被國民政府承認，故未有包含在內。 | - 臺灣省公路由臺灣省行政長官公署交通處負責維護。 - 外蒙古（原蒙古地方）的獨立此時已經被國民政府承認，故未有包含在內。 | - 臺灣省公路由臺灣省行政長官公署交通處負責維護。 - 外蒙古（原蒙古地方）的獨立此時已經被國民政府承認，故未有包含在內。 |

### 臺灣時期
委辦臺灣省公路局
- 中華民國政府遷臺後，交通部公路總局於1958年撤銷（名義上保留，如駕照上官印仍刻有「交通部公路總局」字樣），實質業務均交由臺灣省公路局負責。
- 1945年10月25日臺灣省行政長官公署正式運作後，下設臺灣省行政長官公署交通處鐵路管理委員會汽車處接收原臺灣總督府交通局鐵道部附屬之自動車部門，公路監理則援例由各縣市政府辦理。
- 1946年7月，臺灣省行政長官公署交通處處長任顯群決定，臺灣省比照其他各省，設立公路專責機構。臺灣省行政長官公署交通處專門委員錢益短短數天內擬妥《臺灣省公路管理局施政計畫》。
- 1946年8月1日，臺灣省公路局[3]成立，負責管理臺灣省境內公路運輸業務，並自同年10月1日接辦全省公路監理業務（1947年1月始獲交通部公路總局正式委辦）。一些資料記載，臺灣省公路局係由鐵路管理委員會汽車處改組而來；事實上，臺灣省公路局是一個新的機關，僅接收汽車處部分資產及業務，且與汽車處位階大不相同，還曾與汽車處同時存在，並非由汽車處改組而來。
- 1947年4月22日，臺灣省政府成立，臺灣省公路局隸屬臺灣省政府交通廳。
- 1949年，臺灣省公路局接管臺灣省行政長官公署工礦處公共工程局所負責之公共工程業務。
- 1967年7月1日臺北市升格為直轄市，1979年7月1日高雄市升格為直轄市，這兩地之公路業務均自隔年7月1日分別移交臺北市政府與高雄市政府管理。
- 1977年7月11日，臺灣省政府首長會談決定，將臺灣省公路局公路運輸業務全部劃分出來成立臺灣汽車客運公司，總部設在臺中市原中華民國陸軍干城營區[4]。
- 1980年10月1日，臺灣省公路局所掌之公路運輸業務（含蘇花公路管制業務）依據《公路法》規定移交臺灣汽車客運公司，臺灣省公路局依照《臺灣省交通處公路局組織規程》修正條文規定改組；於是臺灣省公路局所負責之業務，調整為公路工程與公路監理二類。但蘇花公路管制業務不久後移回臺灣省公路局辦理。

收歸中央
- 1999年7月1日之後，因臺灣省政府功能業務與組織調整之故，臺灣省公路局改為隸屬於交通部，改名為「交通部公路局」。
- 2002年1月30日，《交通部公路總局組織條例》施行，交通部公路局正式改名為「交通部公路總局」。
- 2006年8月1日，慶祝交通部公路總局成立60週年（自1946年8月1日起算），「公路總局局史館」於臺北市萬華區東園街65號公路總局重大橋樑工程處原倉庫開幕。
- 2012年1月1日，全國公路監理業務統一由交通部公路總局統籌管理，公路總局分別於臺北市、高雄市、金門縣、連江縣成立臺北市區監理所、高雄市區監理所、屏東監理站、金門監理站；臺北市區監理所與高雄市區監理所，係本日臺北市監理處與高雄市監理處改隸交通部公路總局之後改名而來。原先公路總局僅負責臺灣省、新北市、臺中市、臺南市部分，臺北市、高雄市[5]由當地政府交通局監理處自行負責，金門縣、連江縣由該縣交通局監理所辦理。[6]
- 2013年7月3日，配合《公路法》第67條修正公布，交通部指定公路總局為車輛行車事故鑑定及覆議業務辦理機關，成立「交通部公路總局車輛行車事故鑑定覆議會」；於各區監理所成立「車輛行車事故鑑定會」，借調臺灣省政府現行辦理鑑定及覆議業務人員協助辦理[7]。
- 2023年5月16日，立法院三讀通過《交通部公路局組織法草案》。6月7日，制定公布《交通部公路局組織法》[8]。9月15日，名稱再度改回為「交通部公路局」。

### 總部遷移
- 1946年8月1日，臺灣省公路局成立於交通部臺灣郵電管理局內（位置待查）[9]。
- 1958年，臺灣省公路局進駐原大阪商船株式會社台北支店[10]。
- 1968年，臺灣省公路局在舊大樓東側興建地上9樓的新大樓（土地係向台北仁濟院租用），同時將舊大樓的塔屋拆除並增建為地上4樓，舊大樓外牆拉皮及貼上黃褐色磁磚。
- 2014年3月17日，交通部公路總局搬遷至新大樓（臺北市萬華區東園街65號，公路總局重大橋樑工程處、東園町公會堂、內政部警政署國道公路警察局原址，2010年12月9日動工，2013年8月完工），為地上12樓、地下2樓的鋼骨混泥土建築，採用綠建築概念施工，並置有風力發電、太陽能發電等節能設施[11]），同年5月2日舉行啟用典禮。

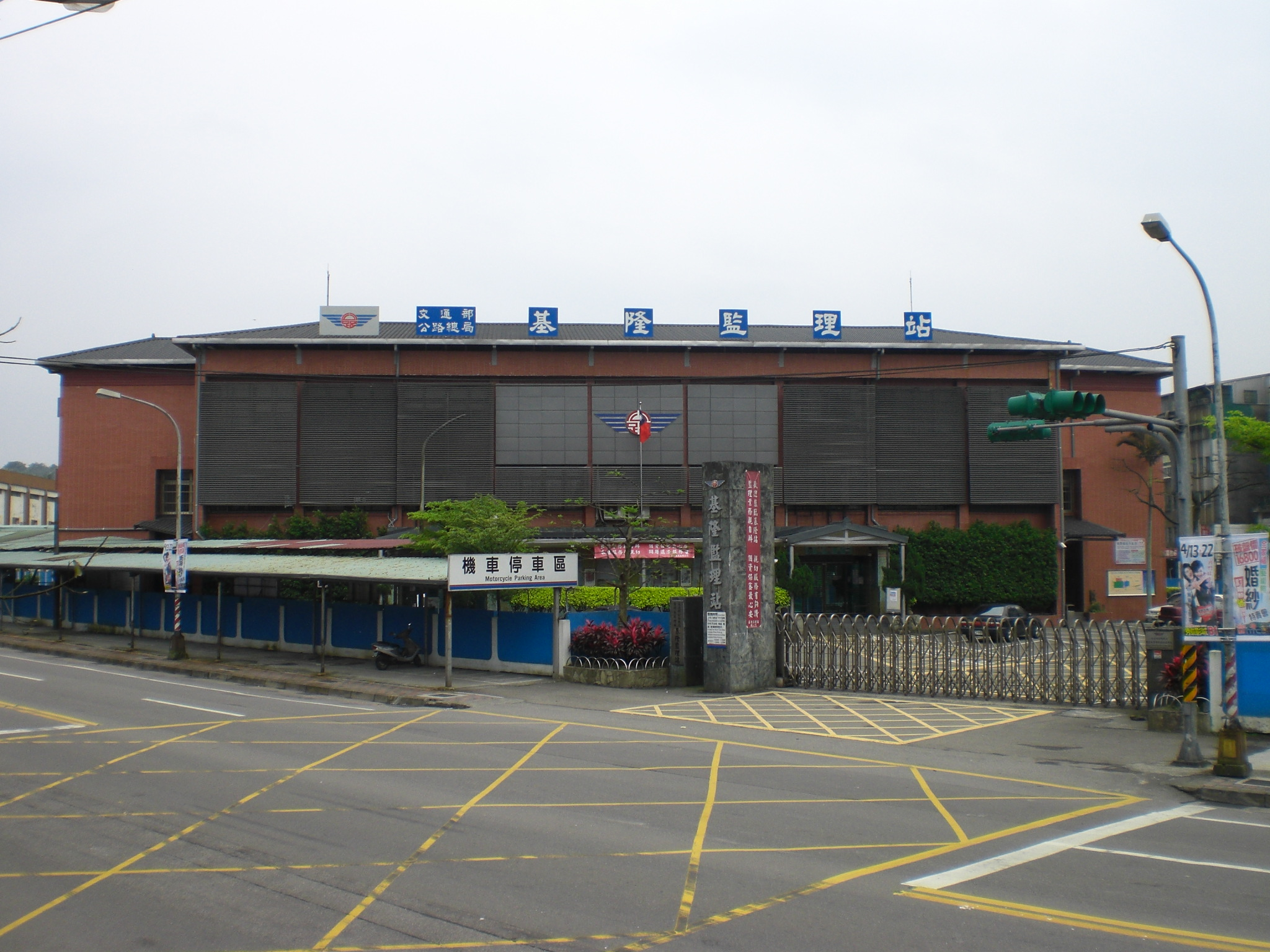
基隆監理站

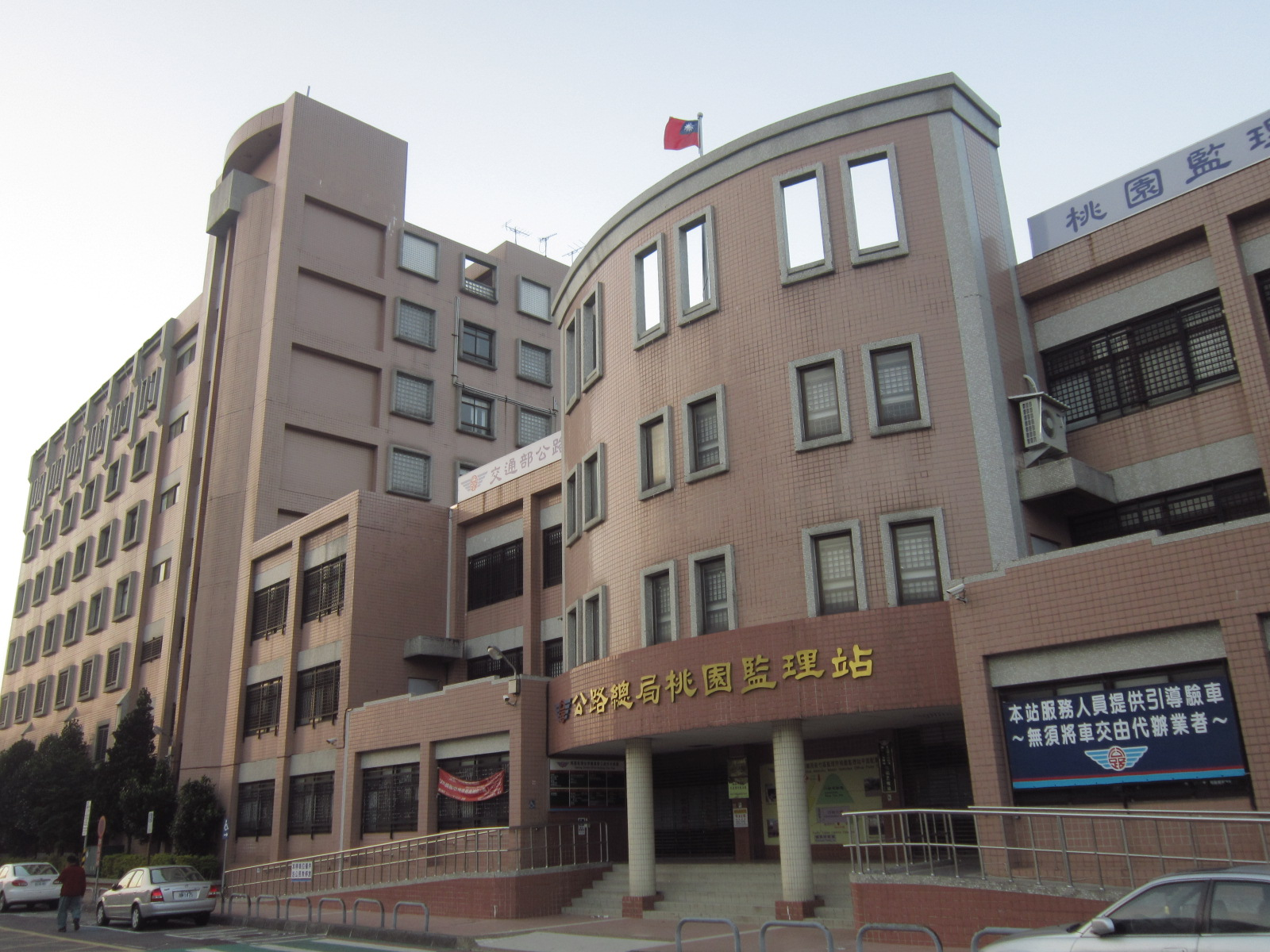
桃園監理站

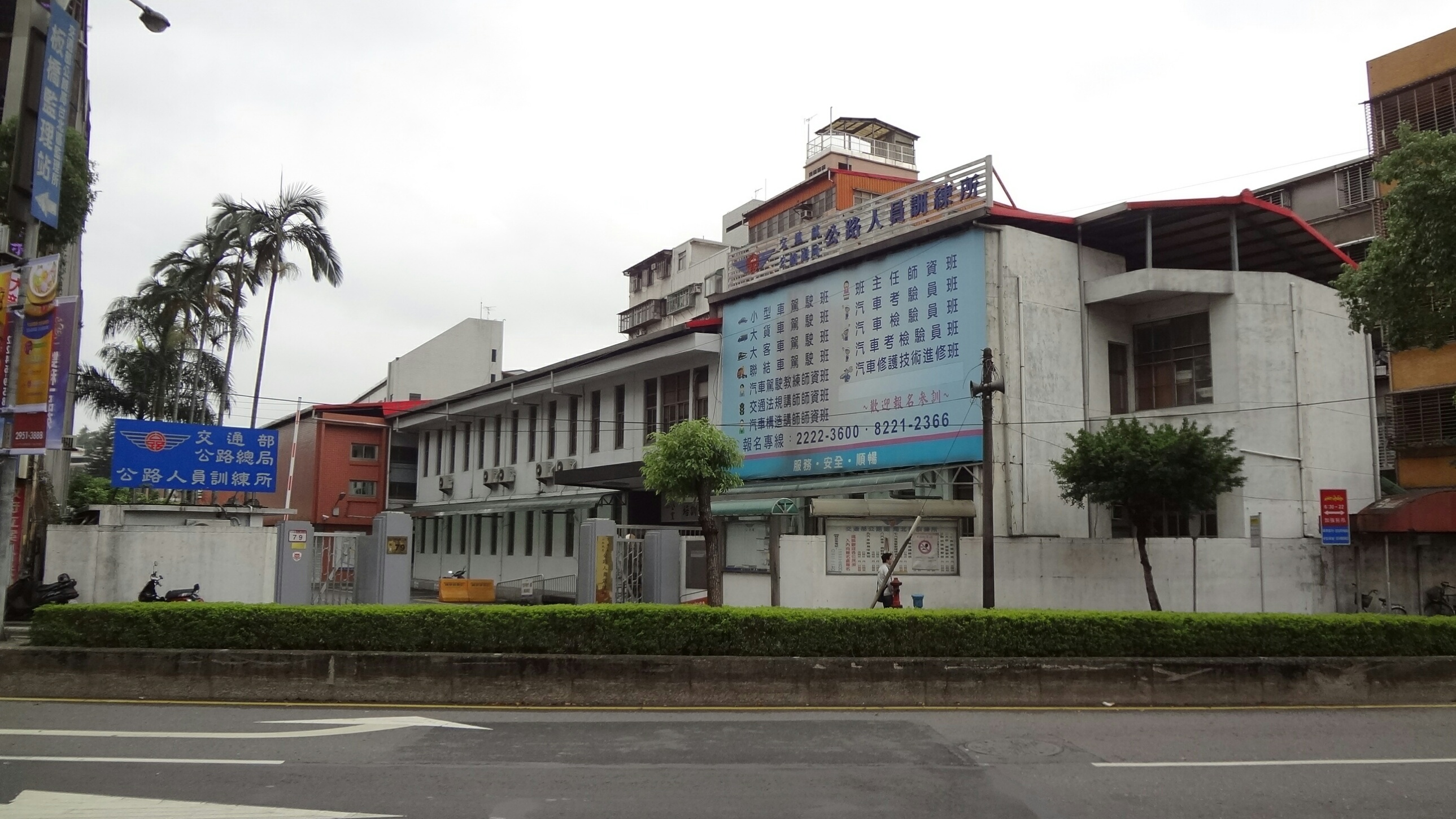
公路人員訓練所

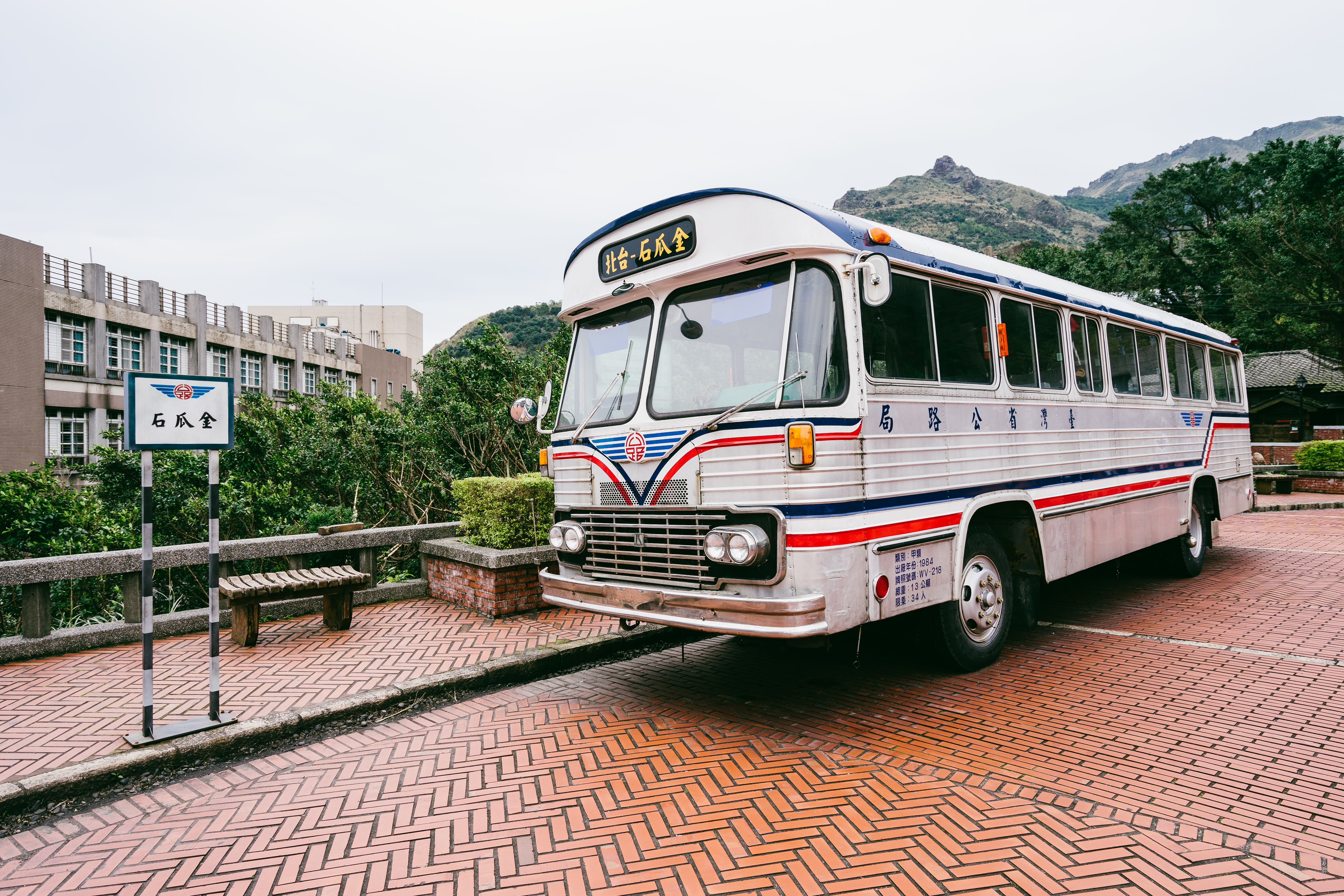
以原公路人員訓練所南部訓練中心教練車改裝的仿臺汽普通車

## 組織
- 局長
  - 副局長
    - 主任秘書
    - 總工程司
      - 副總工程司

### 內部單位
- 規劃組
- 工務組
- 養路組
- 監理組
- 運輸組
- 交通管理組
- 公路防災中心
- 用路人服務中心
- 車輛動態資訊管理中心
- 秘書室
- 人事室
- 政風室
- 法制室
- 主計室
- 資訊室
- 車輛行車事故鑑定覆議會

### 局屬機關
依據公路局分為工程、監理、訓練三種機關
工程單位
- 北區養護工程分局：轄區為基隆市、新北市、臺北市、桃園市、新竹縣、新竹市，轄有景美工務段、中和工務段、中壢工務段、新竹工務段、復興工務段、基隆工務段
- 中區養護工程分局：轄區為苗栗縣、臺中市、彰化縣、南投縣，轄有苗栗工務段、臺中工務段、彰化工務段、南投工務段、谷關工務段、埔里工務段、信義工務段、員林工務段
- 雲嘉南區養護工程分局：轄區為雲林縣、嘉義市、嘉義縣、臺南市，分有斗南工務段、水上工務段、新營工務段、新化工務段、曾文工務段、阿里山工務段
- 南區養護工程分局：轄區為高雄市、屏東縣、臺東縣、澎湖縣，轄有高雄工務段、潮州工務段、臺東工務段、甲仙工務段、關山工務段、澎湖工務段、楓港工務段、大武工務段、鳳屏工務段
- 東區養護工程分局：轄區為宜蘭縣、花蓮縣，轄有頭城工務段、南澳工務段、獨立山工務段、花蓮工務段、太魯閣工務段、玉里工務段、金岳工務段
- 北區新建公路工程分局：負責彰化縣以北，分為第一至第七工務段
- 南區新建公路工程分局：負責彰化縣以南，分為第一至第七工務段
- 蘇花公路改善工程處：負責蘇花公路，分為第一至第五工務段
- 工程材料技術所

監理單位
- 臺北市區監理所：轄區為臺北市、新北市部分、基隆市、金門縣、連江縣，轄有士林監理站、基隆監理站、金門監理站、連江監理站
- 臺北區監理所：轄區為新北市部分、宜蘭縣、花蓮縣，轄有板橋監理站、蘆洲監理站、宜蘭監理站、花蓮監理站（分設玉里監理分站）、基宜區行車事故鑑定會、花東區行車事故鑑定會
- 新竹區監理所：轄區為桃園市、新竹市、新竹縣、苗栗縣，轄有新竹市監理站、桃園監理站、中壢監理站、苗栗監理站、竹苗區行車事故鑑定會
- 臺中區監理所：轄區為臺中市、南投縣、彰化縣，轄有臺中市監理站、豐原監理站、彰化監理站、南投監理站（分設埔里監理分站）、彰化縣區行車事故鑑定會、南投縣區行車事故鑑定會
- 嘉義區監理所：轄區為雲林縣、嘉義市、嘉義縣、臺南市，轄有雲林監理站（分設東勢監理分站）、新營監理站、臺南監理站、麻豆監理站、嘉義市監理站、雲嘉區行車事故鑑定會
- 高雄市區監理所：轄區為高雄市部分，轄有苓雅監理站、旗山監理站
- 高雄區監理所：轄區為高雄市部分、屏東縣、臺東縣、澎湖縣，轄有澎湖監理站、臺東監理站、屏東監理站（分設恆春監理分站）、屏澎區行車事故鑑定會

訓練單位
- 公路人員訓練所：分有中部訓練中心、南部訓練中心

## 歷任局長
| 任別                       | 姓名                       | 就職時間                   | 卸任時間                   |                            |                            |                            |                            |                            |                            |                            |                            |
| 臺灣省政府交通處公路局局長 | 臺灣省政府交通處公路局局長 | 臺灣省政府交通處公路局局長 | 臺灣省政府交通處公路局局長 | 臺灣省政府交通處公路局局長 | 臺灣省政府交通處公路局局長 | 臺灣省政府交通處公路局局長 | 臺灣省政府交通處公路局局長 | 臺灣省政府交通處公路局局長 | 臺灣省政府交通處公路局局長 | 臺灣省政府交通處公路局局長 | 臺灣省政府交通處公路局局長 |
| -------------------------- | -------------------------- | -------------------------- | -------------------------- | -------------------------- | -------------------------- | -------------------------- | -------------------------- | -------------------------- | -------------------------- | -------------------------- | -------------------------- |
| 1                          | 華壽嵩                     | 1946年8月1日               | 1949年3月                  |                            |                            |                            |                            |                            |                            |                            |                            |
| 2                          | 譚獄泉                     | 1949年3月                  | 1957年11月                 |                            |                            |                            |                            |                            |                            |                            |                            |
| 3                          | 林則彬                     | 1957年11月                 | 1966年5月                  |                            |                            |                            |                            |                            |                            |                            |                            |
| 4                          | 林家樞                     | 1966年6月                  | 1969年4月                  |                            |                            |                            |                            |                            |                            |                            |                            |
| 5                          | 李錫煜                     | 1969年4月                  | 1974年5月                  |                            |                            |                            |                            |                            |                            |                            |                            |
| 6                          | 常撫生                     | 1974年5月                  | 1978年1月                  |                            |                            |                            |                            |                            |                            |                            |                            |
| 7                          | 胡美璜                     | 1978年1月                  | 1982年9月                  |                            |                            |                            |                            |                            |                            |                            |                            |
| 8                          | 熊裕生                     | 1982年10月                 | 1984年8月                  |                            |                            |                            |                            |                            |                            |                            |                            |
| 9                          | 嚴啟昌                     | 1984年8月                  | 1990年12月                 |                            |                            |                            |                            |                            |                            |                            |                            |
| 10                         | 陳世圯                     | 1990年12月                 | 1996年12月                 |                            |                            |                            |                            |                            |                            |                            |                            |
| 11                         | 梁樾                       | 1996年12月                 | 1999年6月30日              |                            |                            |                            |                            |                            |                            |                            |                            |
| 交通部公路局局長           |                            |                            |                            |                            |                            |                            |                            |                            |                            |                            |                            |
| 1                          | 梁樾                       | 1999年7月1日               | 2002年1月29日              |                            |                            |                            |                            |                            |                            |                            |                            |
| 交通部公路總局局長         |                            |                            |                            |                            |                            |                            |                            |                            |                            |                            |                            |
| 1                          | 梁樾                       | 2002年1月30日              | 2002年7月                  |                            |                            |                            |                            |                            |                            |                            |                            |
| 2                          | 葉昭雄                     | 2002年7月                  | 2003年7月                  |                            |                            |                            |                            |                            |                            |                            |                            |
| 3                          | 陳晉源                     | 2003年7月                  | 2008年9月23日              |                            |                            |                            |                            |                            |                            |                            |                            |
| 代理                       | 吳瑞龍                     | 2008年9月24日              | 2008年11月3日              |                            |                            |                            |                            |                            |                            |                            |                            |
| 4                          | 林志明                     | 2008年11月4日              | 2010年2月3日               |                            |                            |                            |                            |                            |                            |                            |                            |
| 代理                       | 陳威仁                     | 2010年2月4日               | 2010年4月12日              |                            |                            |                            |                            |                            |                            |                            |                            |
| 5                          | 吳盟分                     | 2010年4月13日              | 2014年4月1日               |                            |                            |                            |                            |                            |                            |                            |                            |
| 6                          | 趙興華                     | 2014年4月2日               | 2016年8月21日              |                            |                            |                            |                            |                            |                            |                            |                            |
| 7                          | 陳彥伯                     | 2016年8月22日              | 2020年5月19日              |                            |                            |                            |                            |                            |                            |                            |                            |
| 代理                       | 許鉦漳                     | 2020年5月20日              | 2020年6月15日              |                            |                            |                            |                            |                            |                            |                            |                            |
| 8                          | 許鉦漳                     | 2020年6月16日              | 2022年1月16日              |                            |                            |                            |                            |                            |                            |                            |                            |
| 9                          | 陳文瑞                     | 2022年1月17日              | 2023年9月14日              |                            |                            |                            |                            |                            |                            |                            |                            |
| 交通部公路局局長           |                            |                            |                            |                            |                            |                            |                            |                            |                            |                            |                            |
| 1                          | 陳文瑞                     | 2023年9月15日              | 2025年7月18日              |                            |                            |                            |                            |                            |                            |                            |                            |
| 2                          | 林福山                     | 2025年7月18日              | 現任                       |                            |                            |                            |                            |                            |                            |                            |                            |

### 腳註
1. ↑  尋路臺灣 客運史 （页面存档备份，存于），交通部公路總局
2. ↑  中國交通史編審委員會, , 北京市: 人民交通出版社, 1990-06, ISBN 7-114-00956-9
3. ↑  臺灣省行政長官公署組織表(附表一)1946年10月 （页面存档备份，存于），臺灣省政府組織沿革 省政園地
4. ↑  . 聯合報. 1977-07-12: 2.
5. ↑  僅限於原1979年升格之高雄市轄區，不包含原高雄縣轄區。例如東沙島上車輛依其登記，分屬於高雄市監理處、交通部公路總局高雄區監理所及其屏東監理站管轄。 Archive.today的存檔，存档日期2012-08-04
6. ↑  2010年12月高雄市、新北市、臺中市、臺南市升格為直轄市後，原屬於臺北縣 （页面存档备份，存于）、高雄縣[]、臺中縣市 （页面存档备份，存于）、臺南縣市[]原來公路客運路線調整為市區公車路線及計程車客運業務管轄權責事項，在2011年仍將由公路總局代為管轄，2012年1月1日結束代管。如各直轄市提前將轄區內公路客運路線納編為市區公車路線者，分批結束代管。
7. ↑  新聞稿. . 臺灣省政府. 2013-11-25  [2015-08-06]. 本年度人事室尚待辦理的工作重點有：……配合《公路法》第67條之修正，交通部指定公路總局為行車事故鑑定及覆議業務辦理機關，俟其暫行組織規程及編製表奉行政院核定，即辦理本省8區車鑑會人員移撥併案，辦理各區車鑑會組織規程及編制表廢止，及修正本府組織規程及編製表等相關事宜。
8. ↑  .   [2023-06-07]. （原始内容存档于2023-06-07）.
9. ↑  .   [2020-11-13]. （原始内容存档于2021-01-20）.
10. ↑  .   [2015-04-30]. （原始内容存档于2017-09-04）.
11. ↑   (PDF).   [2013-08-19]. （原始内容存档 (PDF)于2011-01-12）.
12. ↑  升任交通部政務次長。
13. ↑  正副首長介紹 （页面存档备份，存于）.交通部公路總局.2021-11-16
14. ↑  
 (新闻稿). 臺北: 公路總局. 2015-07-31  [2016-03-24] （中文（臺灣））.

### 文獻
- 交通部組織法 （页面存档备份，存于） 全國法規資料庫.民國 112 年6月 7 日
- 交通部公路總局組織條例 （页面存档备份，存于）.全國法規資料庫民國 105 年 11 月 16 日
- 交通部公路總局各區監理所組織通則 （页面存档备份，存于）.全國法規資料庫民國 91 年 01 月 21 日
- 交通部公路總局各區養護工程處組織通則 （页面存档备份，存于）.全國法規資料庫民國 91 年 01 月 21 日
- 交通部公路總局材料試驗所組織條例 （页面存档备份，存于）.全國法規資料庫民國 91 年 01 月 21 日

## 外部連結
- （繁體中文）（英文）交通部公路局 （页面存档备份，存于）
- 公路局：公路人的Facebook專頁
- YouTube上的公路人ROADMAN頻道